# Amira Rouibet
Amira Rouibet, née le 25 juin 1997, est une escrimeuse algérienne.

## Carrière
Amira Rouibet est médaillée d'argent en fleuret par équipes aux Championnats d'Afrique d'escrime 2015 au Caire.